# Vale de Canas

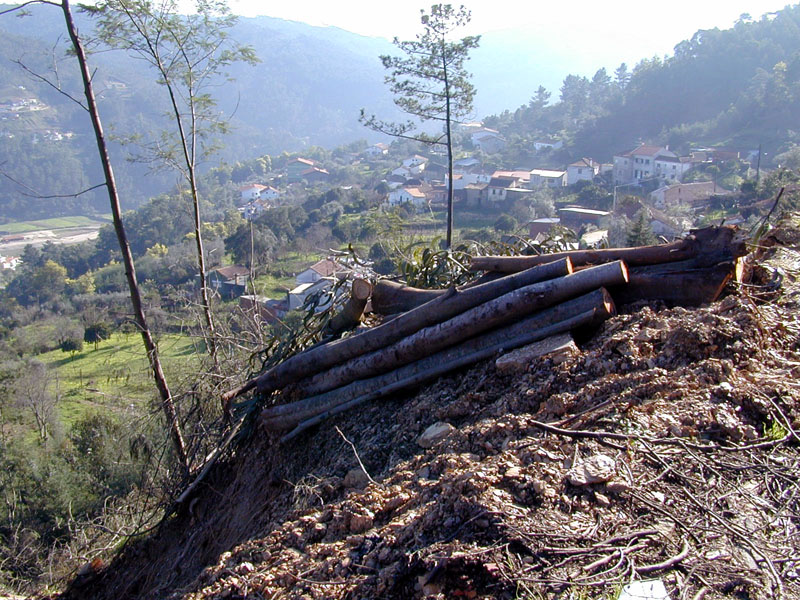
Vale de Canas, Torres do Mondego, Coimbra

Vale de Canas é um lugar semi-urbano, com algumas características rurais, da freguesia de Torres do Mondego, no Município Coimbra, Portugal. Esta povoação é banhada pelo rio Mondego e dá acesso à imponente Mata Nacional de Vale de Canas.